# Wasserturm Varel
| Wasserturm Varel | Wasserturm Varel                                  |
| Wasserturm       | Wasserturm                                        |
| Daten            | Daten                                             |
| ---------------- | ------------------------------------------------- |
| Baujahr:         | 1913/14                                           |
| Turmhöhe:        | 50,5 m                                            |
| Betriebszustand: | in Betrieb                                        |
| Nutzung:         | Trinkwasserversorgung von Varel und Aussichtsturm |

Der Wasserturm Varel steht in der Oldenburger Straße 62 der Stadt Varel, etwa 50 Meter abseits der Straße. Er gilt mit seinen 50,5 Metern Höhe als eines der Wahrzeichen der Stadt. Von der Aussichtsplattform in 41,5 Meter Höhe bietet sich ein Blick auf den Jadebusen und die Ortschaften der Friesischen Wehde.

## Bauwerk
Der 1913/14 errichtete Wasserturm steht in enger architektonischer Verbindung mit einem angebauten Wohngebäude mit Krüppelwalmdach, das Elemente der Heimatschutzarchitektur aufweist. Im Sockelbereich ist der oktogonale Turm von einem Kranz von Blendarkaden umgeben. Die schlichten Backsteinwände sind im unteren Bereich nur durch wenige Fenster aufgelockert. Im oberen Drittel strukturieren zwei langgestreckte Fensterstreifen in jeder der acht Seitenwände den Bau. Dahinter befindet sich der Wasserbehälter. Nach oben schließen sich die breiten Maueröffnungen der Aussichtsplattform an. Das oktogonale, geschwungene Dach ist kupfergedeckt.

## Geschichte der Wasserversorgung in Varel
Bis zum Anfang des 20. Jahrhunderts haben die Bürger von Varel das Wasser aus dezentralen Flachbrunnen oder Regenwasserzisternen gewonnen. Die Wasserqualität genügte dann aber nicht mehr den hygienischen Anforderungen. So wurde 1913 mit dem Aufbau einer zentralen Wasserversorgung begonnen. Als Standort für das Wasserwerk mit dem Wasserturm wählte man das Gebiet am Vareler Bäker gegenüber dem Stadtwald. 1914 war die Anlage fertiggestellt und konnte in Betrieb gehen.
1968 wurde zusätzlich zum Wasserturm ein Tiefbehälter in der Hafenstraße in Betrieb genommen. Das war notwendig, um den Wasserdruck und die Wassermenge auch in Spitzenzeiten zu gewährleisten. 1982 erfolgte der Bau einer Reinwasserkammer mit 2 × 750 m³ Fassungsvermögen.
Seit Beginn wird die Wasserversorgung von Varel als städtischer Eigenbetrieb geführt. 1956 hat die Stadt die technische und kaufmännische Betriebsführung auf die EWE AG übertragen.

## Wasserversorgung heute
Wasserturm und Wasserwerk sind nach wie vor für die Wasserversorgung in Betrieb. Der Hochbehälter im Turm ist verbunden mit einem Netz von 62 Kilometern Rohrnetzleitungen mit etwa 3630 Wasserhausanschlüssen. Zusätzlich wird der Wasserturm als Aussichtsturm genutzt und ist für diesen Zweck täglich zwischen 8 und 17 Uhr (Sommer)/16 Uhr (Winter) geöffnet.(Stand März 2011)